# Epidromia arenosa
Epidromia arenosa là một loài bướm đêm trong họ Erebidae.